# Wouldn’t I Be Someone / Elisa
A Wouldn't I Be Someone és az Elisa című dalt eredetileg az A Kick in the Head Is Worth Eight in the Pants tervezett, de nem megjelent albumra szánta a Bee Gees, de első alkalommal kislemezen jelent meg. A Wouldn't I Be Someone megjelent a Best of Bee Gees Vol 2 amerikai kiadásán (első szám).

## Közreműködők
- Barry Gibb – ének, gitár
- Maurice Gibb – ének, gitár, billentyűs hangszerek, basszusgitár
- Robin Gibb – ének
- Alan Kendall – gitár
- Tommy Morgan – harmonika (My Life Has Been a Song)
- Jim Keltner – dob
- stúdiózenekar Jimmie Haskell vezényletével

## A lemez dalai
- Wouldn't I Be Someone (Barry, Robin és Maurice Gibb)  (1972), sztereó 5:39, ének: Barry Gibb, Robin Gibb
- Elisa (Barry, Robin és Maurice Gibb) (1972), stereo 2:48, ének: Barry Gibb, Robin Gibb, Maurice Gibb

## Top 10 helyezés
- Wouldn't I Be Someone: 1.: Hongkong

## A kislemez megjelenése országonként
- Japán: RSO DW-1075
- Európa: RSO 2090 111
- Egyesült Államok, Kanada:  RSO SO-404